# سیارک ۹۷۱۷
سیارک ۹۷۱۷ (به انگلیسی: 9717 Lyudvasilia، نامگذاری:1976SR5) نه هزار و هفتصد و هفدهمین سیارک کشف شده‌است که در ۲۴ سپتامبر ۱۹۷۶ کشف شد.
قدر مطلق سیارک برابر ۲۳.۴ است.